# De Excidio Britanniae
De Excidio et Conquestu Britanniae (latín para "Sobre la Ruina y Conquista de Britania"), es una obra escrita en el siglo VI por el clérigo britano Gildas. Es un sermón en tres partes, condenando los actos de los contemporáneos de Gildas, tanto seculares como religiosos, a quienes culpa de la lamentable situación de la Britania posromana. Es una de las más importantes fuentes para la historia de Gran Bretaña en los siglos V y VI, ya que es la única fuente significativa para el período escrito por un casi contemporáneo de los hechos descritos.
La parte I contiene una narración de la historia británica desde la conquista romana al tiempo de Gildas; incluye referencias a Ambrosius Aurelianus y la victoria britana contra los Sajones en la Batalla de Mons Badonicus. La parte II es una condena de cinco reyes por sus numerosos pecados, incluyendo tanto figuras oscuras como relativamente bien documentadas, tales como Maelgwn Gwynedd. La parte III es un ataque similar al clero britano de la época.

## Historia
El trabajo de Gildas es de gran importancia para los historiadores, porque a pesar de que no está pensado principalmente como un texto histórico, es casi la única fuente superviviente. Se data habitualmente en torno a 540, pero ahora se considera que puede ser sensiblemente anterior, en el primer cuarto del siglo VI o incluso antes.
La pretensión de Gildas era predicar a sus contemporáneos a la manera de un profeta del antiguo testamento, no escribir un relato para la posteridad. Por lo tanto, da detalles históricos donde sirve a su propósito; por ejemplo, ofrece una de las primeras descripciones de la Muralla de Adriano y tal vez el Muro de Antonino, a pesar de que su relato es muy impreciso. Sin embargo, omite los detalles que no contribuyen a su mensaje; es constantemente vago, dando algunos nombres y no fechas concretas. No obstante, De Excidio sigue siendo un trabajo importante, no sólo para la historia medieval, sino también para la historia Británica en general.
En De Excidio et Conquestu Britanniae, Gildas menciona que el año de su nacimiento fue el mismo año de la Batalla de Mons Badonicus, que podrían haber tenido lugar en 482 AD. El estilo retórico de Gildas indica una educación clásica latina que difícilmente podría haber estado disponible para los britanos después del siglo V. Los Annales Cambriae dan el año 570 como fecha de su muerte; sin embargo, los Anales de Tigernach la sitúan en 569.
El tratado de Gildas fue publicado por primera vez en 1525 por Polydore Virgilio, pero con muchas alteraciones y omisiones. Fue reimpresa con frecuencia en el Continente durante el siglo XVI, y una o dos veces desde entonces. 

## Resumen

### Parte I
La primera parte consta de la explicación de Gildas acerca de su obra y una breve narración de la Britania romana desde su conquista hasta la época de Gildas.
La parte I es particularmente notable como la primera fuente en mencionar a Ambrosius Aurelianus, una figura importante de la tradición Britana a la que se le atribuye el giro de la marea contra la invasión anglosajona. También contiene la primera mención de la victoria britana en la Batalla de Mons Badonicus.

### Parte II
La segunda parte consta de una condena de cinco reyes britanos, y como es la única información contemporánea acerca de ellos, es de particular interés para los estudiosos de la historia Británica. Gildas utiliza las bestias alegóricas del Libro de Daniel y el Libro de la Revelación, equiparando a los reyes a las bestiasdescritas: un león, un leopardo, un oso y un dragón. Los reyes vilipendiados por Gildas son:
- "Constantino, la tiránica cría de la inmunda leona de Damnonia".[7][8]
- "tú del león cachorro Aurelio Conanus".[9][10]
- "Vortipore ... como el manchado leopardo ... tirano de los Demetas".[11][12]
- "Cuneglasse ... tú oso".[13][14]
- "dragón de la isla ... maglocune".[15][16]

La razón de la desafección de Gildas por estos individuos nos es desconocida. Fue selectivo en la elección de los reyes, como él no tenía comentarios sobre los reyes de otros reinos Británicos que prosperaban en la época, tales como Rheged, Gododdin, Elmet, Pengwern/Powys, o los reinos ubicados en el sur de la actual Inglaterra.
Maelgwn (Maglocune), Rey de Gwynedd, recibe la condena más contundente y es descrito casi como un rey supremo sobre los de los otros reyes. La Isla de Anglesey era la principal base de los reyes de Gwynedd, por lo que describir a Maelgwn como el "dragón de la isla" es apropiado. Su preeminencia sobre las demás reyes es confirmada indirectamente en otras fuentes. Por ejemplo, Maelgwn fue un generoso contribuyente a la causa de la Cristiandad en todo el país de Gales, lo que implica una responsabilidad más allá de los límites de su propio reino. Hizo donaciones para apoyar San Brynach en Dyfed, San Cadoc en Gwynllwg, San Cybi en Anglesey, San Padarn en Ceredigion, y San Tydecho en Powys. También está asociado con la fundación de Bangor.
Constantino es más oscuro. Su Damnonia es generalmente identificado con el reino de Dumnonia en el suroeste de gran Bretaña. Un número de tradiciones posteriores se refieren a un rey de este nombre en la zona. Algunos autores señalan la posibilidad de que Gildas se refiriera a la zona de los Damnonii en el oeste de Escocia, a pesar de que Thomas D. O'Sullivan lo considera improbable.
Cuneglasse es el Cynglas (moderno Galés: Cynlas) de las genealogías reales, hijo de Owain Whitetooth hijo de Einion hijo de Cunedda. Es asociado con la región de Penllyn, al sur de Gwynedd, y fue el antepasado de Caradog ap Meirion, futuro rey de Gwynedd. Uno de sus hermanos fue San Seiriol.
Aurelio Conanus, también llamado Caninus, puede no estar conectado a ninguna región en particular de gran Bretaña. Se ha sugerido conexión entre este rey y los descendientes de Ambrosius Aurelianus; si esto fuera cierto su reino podría haber sido ubicada en algún territorio conquistado por los Anglo-Sajones. Si la forma Caninus estuviera conectada con el Cuna(g)nus encontrado en escritos del siglo VI, su nombre sería Cynan, nombre habitual. 
Vortiporius (Vortipore, Antiguo Galés Guortepir) fue un rey de Demetia (Dyfed), bien documentado en genealogías Galesas e Irlandesas, hijo de Aircol. Algunos estudiosos sostienen que es mencionado en una piedra memorial (descubierta en 1895) que llevan inscripciones en latín y ogham. La inscripción latina se lee Memoria Voteporigis protictoris. La inscripción ogham muestra una ortografía irlandesa primitiva del nombre: Votecorigas. Si el hombre mencionado en ambas inscripciones fuera el Vortiporius de Gildas, sería de esperar que las formas irlandesa y latina coincidieran; la diferencia en la ortografía ha llevado a algunos a sugerir que no son la misma persona, aunque es posible que estuvieran relacionados.

### Parte III
La tercera parte comienza con las palabras, "Britania tiene sacerdotes, pero son tontos; numerosos ministros, pero son desvergonzados; clérigos, pero son astutos ladrones." Gildas continúa su jeremiada contra el clero de su época, pero no menciona explícitamente ningún nombre en esta sección, y no arroja ninguna luz sobre la historia de la iglesia Cristiana en este período.

## Legado en el periodo anglosajón
Tras la conquista de Britania descrita en De excidio, Gildas continuó siendo un importante modelo para escritores anglosajones tanto en latín como en inglés. La Historia ecclesiastica gentis Anglorum de Beda se basa en gran medida en el relato de Gildas sobre las invasiones anglosajonas, y extrae las implicaciones de las tesis de la pérdida del favor divino por los Britanos para sugerir que había cambiado su favor hacia los ahora cristianos anglosajones.
En las últimas fases del anglosajón, los escritos de Gildas sirven de modelo para el tratamiento que Alcuin hace las invasiones vikingas, en particular, de sus cartas relacionadas con el saqueo de Lindisfarne en el año 793. La invocación de Gildas como ejemplo histórico sirve para sugerir la idea de la reforma moral y religiosa como remedio para las invasiones. Asimismo, Wulfstan de York se basa en Gildas para sus sermones.

## Otras implicaciones históricas
El trabajo de Gildas es importante por razones más allá de la información histórica que él les proporciona. En el momento de Gildas escribe, existía una iglesia Cristiana en Britania. Gildas utiliza el latín para dirigirse a los gobernantes a los que increpa y considera a los britanos, al menos en cierto grado, como ciudadanos Romanos, pese al colapso de la autoridad imperial. En 597, cuando San Agustín llegó a Kent, Inglaterra estaba poblada por los Anglo-Sajones paganos, y los nuevos gobernantes no se consideraban ya ciudadanos romanos.